# Hypaeus benignus
Hypaeus benignus là một loài nhện trong họ Salticidae.
Loài này thuộc chi Hypaeus. Hypaeus benignus được Elizabeth Maria Gifford Peckham & George William Peckham miêu tả năm 1885.